# Апостол (Вулгарис)
Митрополи́т Апо́стол Вулгарис (греч. Μητροπολίτης Απόστολος Βούλγαρης; 14 июля 1948, Волос, Греция) — епископ Константинопольской православной церкви, митрополит Милетский, ипертим и экзарх Ионии, игумен Халкидикийского ставропигиального монастыря Анастасии Узорешительницы, представитель Константинопольского патриарха на Святой Горе Афон.

## Биография
4 августа 1973 года принял монашество в монастыре Анастасии Узорешительницы в Халкидики. 5 августа митрополитом Верийским Павлом (Янникопулосом) был хиротонисан во иеродиакона.
8 сентября 1974 года епископом Евменийским Апостолом (Димелисом) был хиротонисан во иеромонаха.
В ноябре 1977 года был возведен в сан архимандрита.
В 1984 году окончил богословский факультет Университета Аристотеля в Салониках.
3 ноября 1985 года был хиротонисан в титулярного епископа Милетского и назначен игуменом ставропигиального Анастасиинского монастыря в Халкидики.
15 января 1990 года был возведён в сан митрополита.
Назначен представителем Константинопольского патриарха на Святой Горе Афон, пользуясь также неофициальным титулом «епископа Святой Горы» (Επισκόπου του Αγίου Όρους).